# 設得蘭群島旗幟
昔得蘭群島旗幟由Roy Grønneberg和Bill Adams設計於1969年，這一年也是昔得蘭群島主權自挪威轉移至蘇格蘭500週年紀念。
該旗帜採用蘇格蘭國旗的顏色，但使用北歐十字，以象徵昔得蘭群島昔日的北歐歷史和文化聯繫。